# Tangyuan (köping i Kina)
Tangyuan (kinesiska: 唐园镇, 唐园) är en köping i Kina. Den ligger i provinsen Shandong, i den östra delen av landet, omkring 130 kilometer väster om provinshuvudstaden Jinan. Antalet invånare är 36 431. Befolkningen består av 17 199 kvinnor och 19 232 män. Barn under 15 år utgör 16,0 %, vuxna 15-64 år 76 %, och äldre över 65 år 6,0 %.
Genomsnittlig årsnederbörd är 687 millimeter. Den regnigaste månaden är juli, med i genomsnitt 248 mm nederbörd, och den torraste är januari, med 4 mm nederbörd.